# Колок (деталь музыкальных инструментов)
Коло́к, также вирбель — деталь струнных музыкальных инструментов в виде небольшого стержня для закрепления и натяжения струны. Один из важнейших деталей струнных музыкальных инструментов. Противоположные концы струн прикрепляются к струнодержателю.
Виды:
- Деревянный или пластмассовый конусный стержень с головкой-барашком — используется на некоторых смычковых (скрипка, альт) и щипковых инструментах.
- С колковой механикой (в виде червячной передачи), облегчающей настройку — на некоторых современных инструментах (гитара, контрабас).
- Металлический колок цилиндрической формы с мелкой резьбой для вкручивания — на арфе, фортепиано и др. Вращается при помощи квадратного ключа.

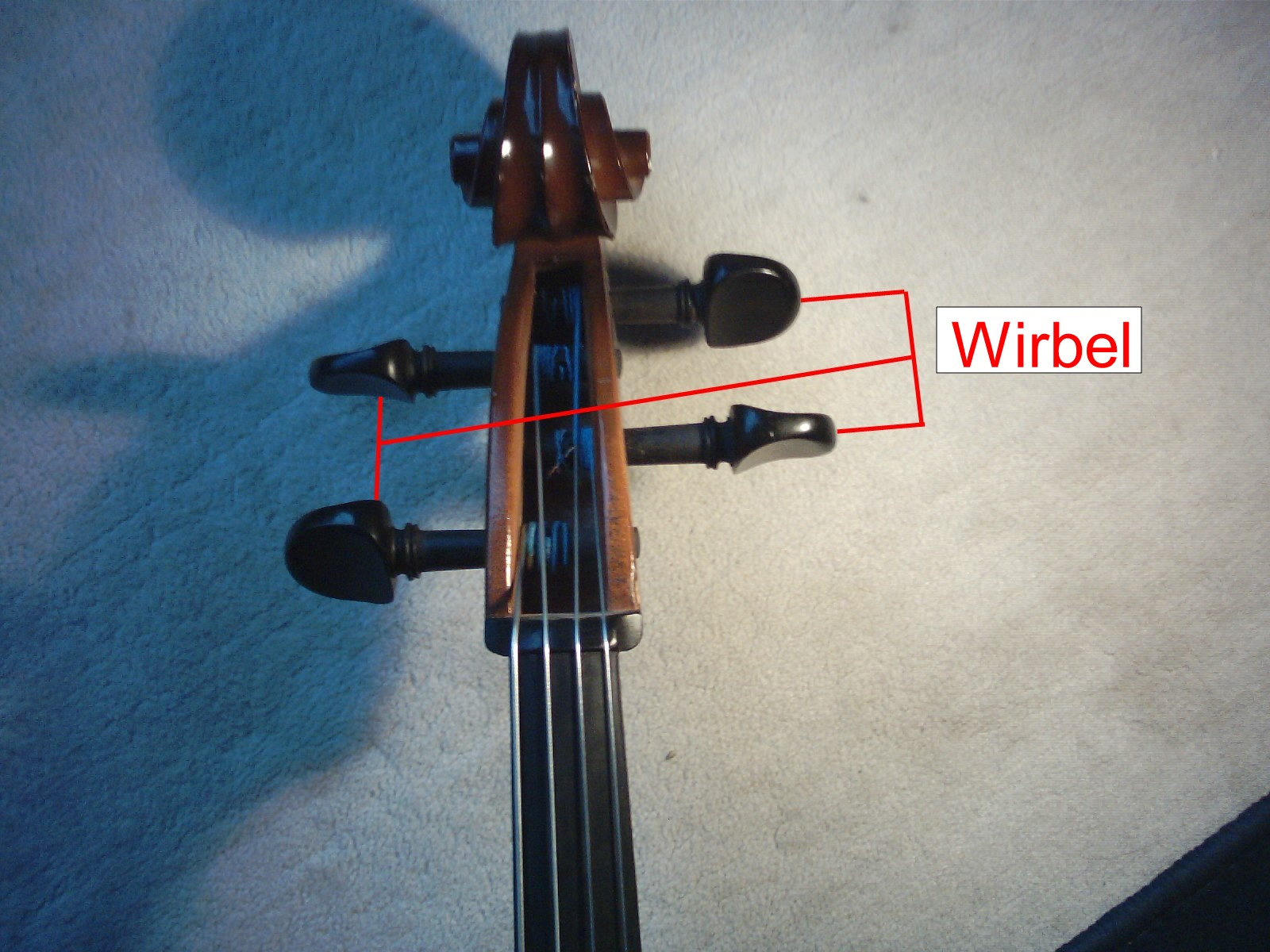
Виолончельные колки
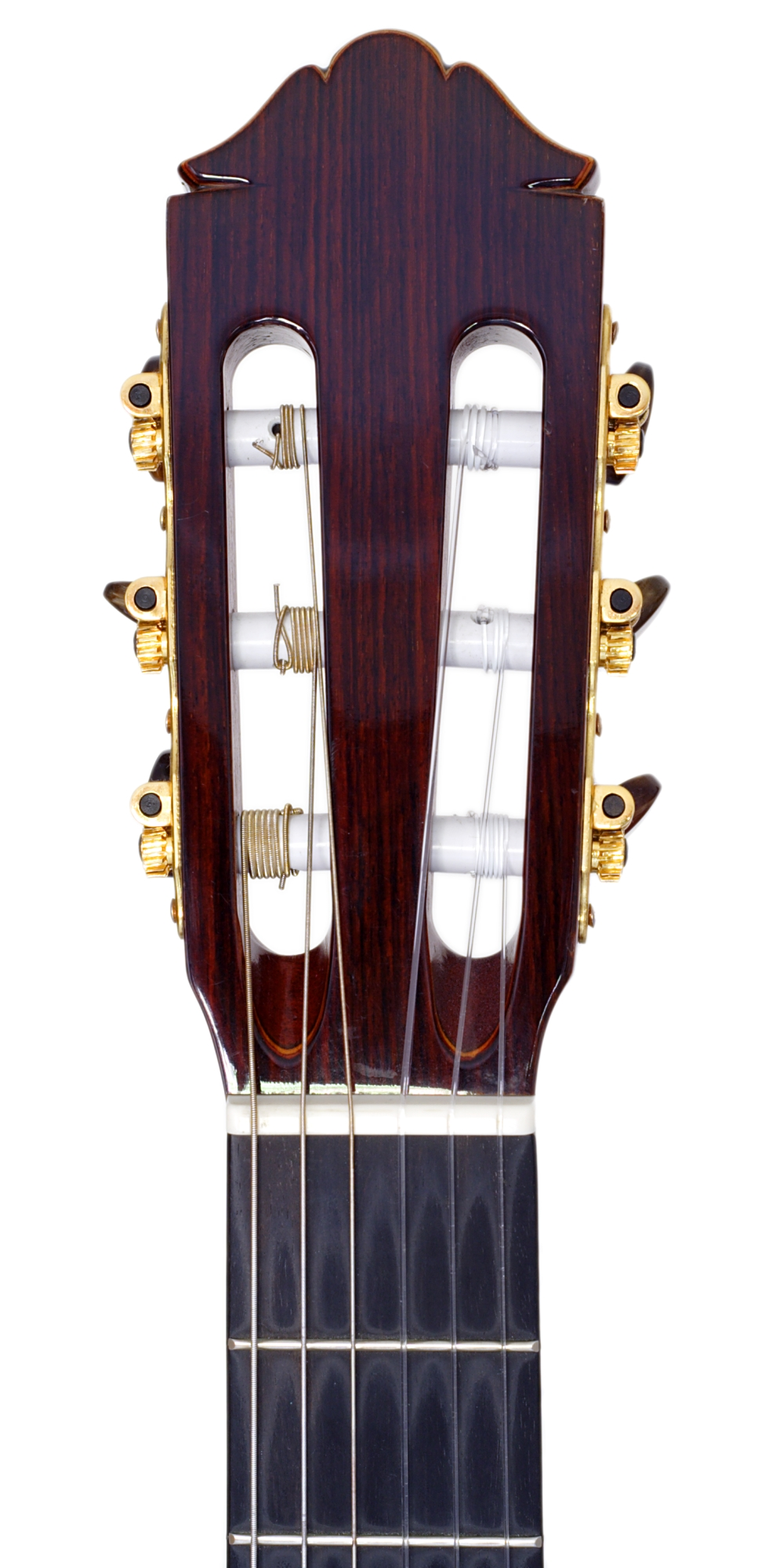
Колковая механика на гитаре
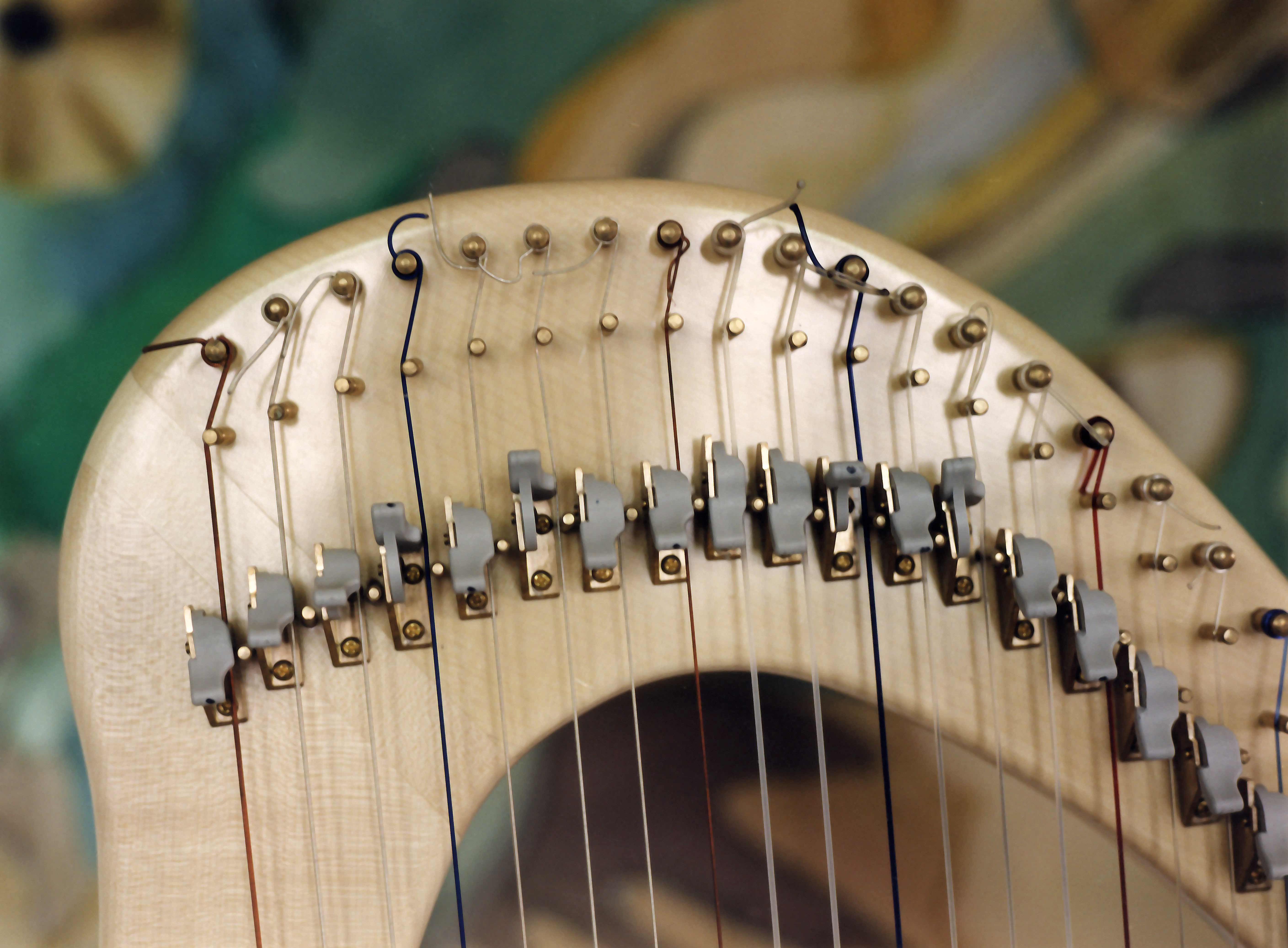
На арфе
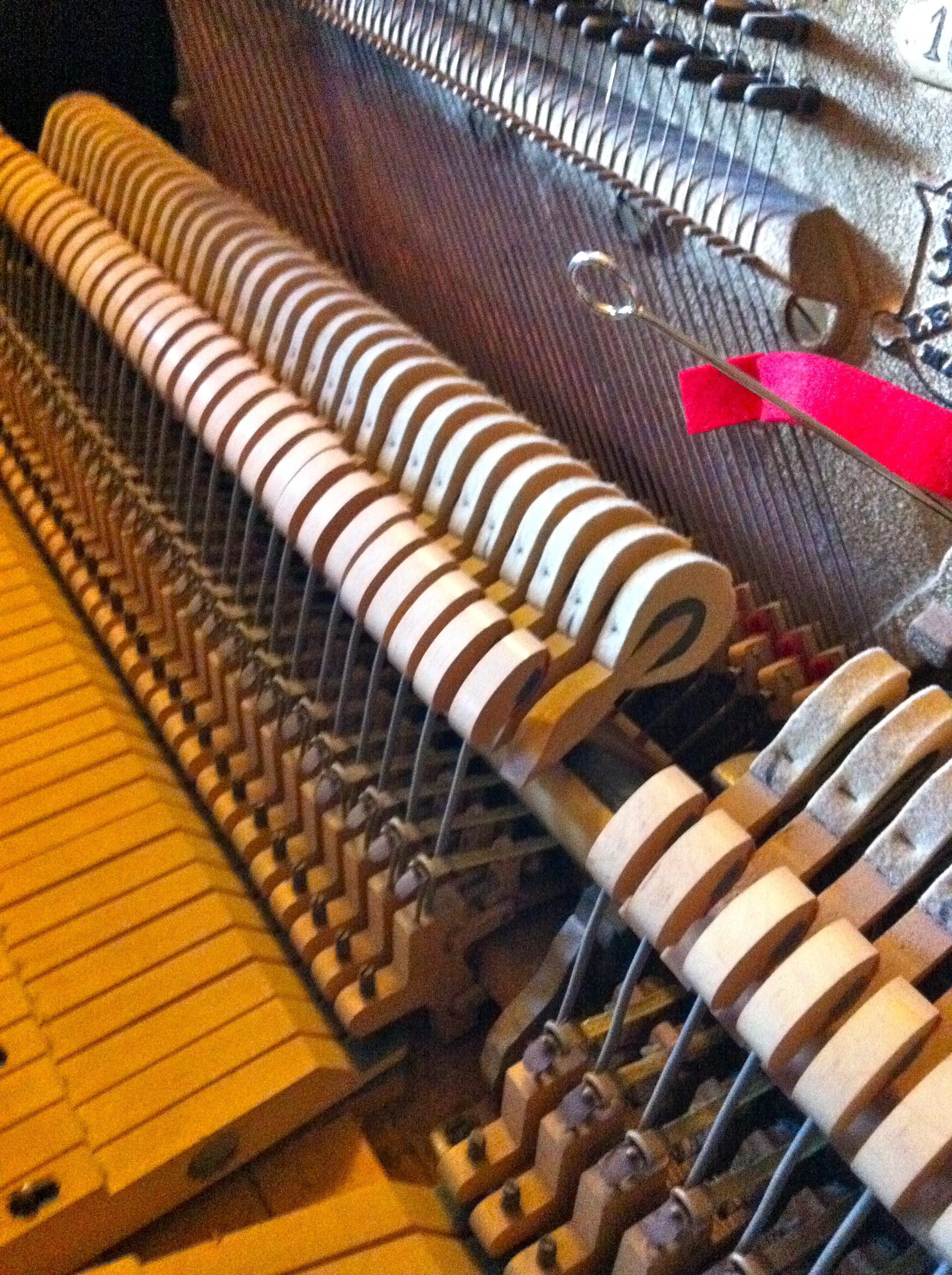
Фортепианные вирбеля (вверху)